# Coruja-lapónica

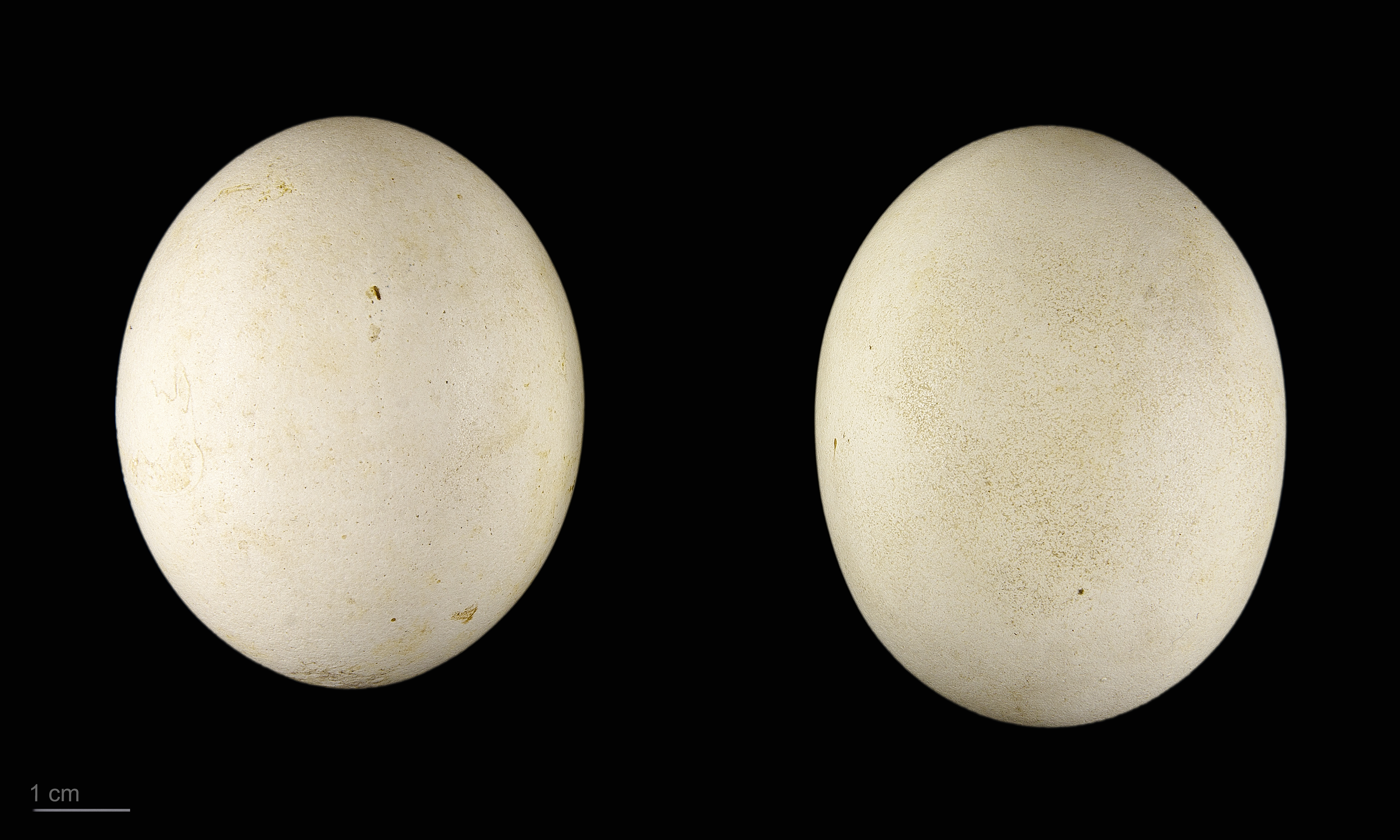
Strix nebulosa lapponica - MHNT

A Coruja-lapónica (Strix nebulosa) ou coruja-cinzenta é uma espécie de ave estrigiforme pertencente à família Strigidae.

## Descrição
As aves adultas têm uma cabeça grande, arredondada, com um rosto cinzento e olhos amarelos com círculos escuros ao redor deles. As partes inferiores são leves, com estrias escuras. As partes superiores são cinzentas com barras pálidas. Esta coruja não tem tufos nas orelhas e tem o maior disco facial entre todas as aves de rapina.
Em termos de envergadura corporal acredita-se que a coruja-lapónica possa superar a coruja bufo-real e a coruja Bubo blakistoni como a maior coruja do mundo. Muito do seu tamanho é se deve a suas penas, que são muito macias, a sua cauda longa, a cabeça é grande, mas com um corpo mais leve do que a maioria das outras grandes corujas. O comprimento da ave varia de 61-84 centímetros, com média de 72 centímetros para fêmeas e 67 centímetros para os machos. A envergadura pode ultrapassar 152 cm, mas em média a envergadura é de 142 cm para fêmeas e 140 cm para machos. A ave adulta tem uma faixa de peso entre 700-1800 gramas, com uma média de 1.290 gramas para fêmeas e 1000 gramas para machos. Os machos são geralmente menores que as fêmeas, como na maioria das espécies de coruja.